# Jakob Aall
Jakob Aall (Porsgrund, 1773. július 27. – Arendal, 1844. augusztus 4.) norvég történész és államférfi.
Lényeges befolyással volt az 1814-es eidsvoldi nemzetgyűlésre, ami Norvégia szabadelvű alkotmányát hozta létre. 1816-tól 14 éven keresztül a norvég nemzetgyűlés egyik vezető tagja volt. „Adalékok a norvég történethez” (Erindringer) című műve az 1800-15. éveket mutatja be.